# Vasilij Berezuckij
Vasilij Vladimirovič Berezuckij (in russo Василий Владимирович Березуцкий?, trasl. anglosassone Vasili Berezutski; Mosca, 20 giugno 1982) è un allenatore di calcio ed ex calciatore russo, di ruolo difensore, allenatore del Sabah.

## Biografia
Ha un fratello gemello, anch'esso giocò nella nazionale russa e suo compagno di squadra nel CSKA Mosca, Aleksej Berezuckij.

## Caratteristiche tecniche
Normalmente gioca come difensore di fascia destra o centrale, ma può anche essere impiegato come mediano o centrocampista laterale.

## Carriera

### Club
Inizia a giocare a calcio nella squadra della sua scuola a Mosca e nel 1999 inizia la carriera da professionista nell'FK Mosca. Dopo due stagioni passa al CSKA Mosca, squadra in cui gioca attualmente e con cui vince tre campionati russi, tre coppe e tre supercoppe di Russia. Esordisce in Champions League nel UEFA Champions League 2004-2005, ma con il CSKA non va oltre il primo turno e passa in Coppa UEFA 2004-2005, che vince nella finale di Lisbona contro i padroni di casa dello Sporting.

### Nazionale
Esordisce in nazionale nel settembre del 2002 contro la Svizzera e segna la sua prima rete in nazionale l'8 settembre 2007 nella partita vinta 3-0 contro la Macedonia.
È stato convocato per il campionato d'Europa 2008, il campionato d'Europa 2016, nel corso dei quale ha segnato, al 92º minuto della partita d'esordio, la rete del pareggio contro l'Inghilterra, e il campionato del mondo 2014.
Il 10 marzo 2017 si è ritirato dalla nazionale, con cui ha disputato 101 partite segnando 5 reti.

## Statistiche

### Presenze e reti nei club
Statistiche aggiornate al 3 marzo 2018.
| Stagione          | Squadra           | Campionato        | Campionato | Campionato | Coppe nazionali | Coppe nazionali | Coppe nazionali | Coppe continentali | Coppe continentali | Coppe continentali | Altre coppe | Altre coppe | Altre coppe | Totale | Totale |
| Stagione          | Squadra           | Comp              | Pres       | Reti       | Comp            | Pres            | Reti            | Comp               | Pres               | Reti               | Comp        | Pres        | Reti        | Pres   | Reti   |
| ----------------- | ----------------- | ----------------- | ---------- | ---------- | --------------- | --------------- | --------------- | ------------------ | ------------------ | ------------------ | ----------- | ----------- | ----------- | ------ | ------ |
| 2000              | FK Mosca          | VD                | 3          | 0          | KR              | 0               | 0               | -                  | -                  | -                  | -           | -           | -           | 3      | 0      |
| 2001              | FK Mosca          | VD                | 26         | 0          | KR              | 2               | 0               | -                  | -                  | -                  | -           | -           | -           | 28     | 0      |
| Totale FK Mosca   | Totale FK Mosca   | Totale FK Mosca   | 29         | 0          |                 | 2               | 0               |                    | -                  | -                  |             | -           | -           | 31     | 0      |
| 2002              | CSKA Mosca        | PL                | 2          | 0          | KR              | 0               | 0               | CU                 | 0                  | 0                  | -           | -           | -           | 2      | 0      |
| 2003              | CSKA Mosca        | PL                | 23         | 0          | KR              | 1               | 0               | UCL                | 1                  | 0                  | SR          | 1           | 0           | 26     | 0      |
| 2004              | CSKA Mosca        | PL                | 6          | 0          | KR              | 1               | 0               | UCL+CU             | 5+9                | 0+2                | SR          | 0           | 0           | 21     | 2      |
| 2005              | CSKA Mosca        | PL                | 27         | 2          | KR              | 7               | 0               | CU                 | 5                  | 0                  | SU          | 1           | 0           | 40     | 2      |
| 2006              | CSKA Mosca        | PL                | 26         | 1          | KR              | 7               | 0               | UCL+CU             | 6+2                | 0                  | SR          | 1           | 0           | 42     | 1      |
| 2007              | CSKA Mosca        | PL                | 26         | 1          | KR              | 4               | 0               | UCL                | 5                  | 0                  | SR          | 1           | 0           | 36     | 1      |
| 2008              | CSKA Mosca        | PL                | 28         | 0          | KR              | 5               | 0               | CU                 | 9                  | 0                  | -           | -           | -           | 42     | 0      |
| 2009              | CSKA Mosca        | PL                | 28         | 2          | KR              | 3               | 0               | UCL                | 10                 | 1                  | SR          | 1           | 0           | 42     | 3      |
| 2010              | CSKA Mosca        | PL                | 22         | 0          | KR              | 1               | 0               | UEL                | 11                 | 0                  | SR          | 1           | 0           | 35     | 0      |
| 2011-2012         | CSKA Mosca        | PL                | 36         | 0          | KR              | 5               | 0               | UCL                | 8                  | 1                  | SR          | 1           | 0           | 50     | 1      |
| 2012-2013         | CSKA Mosca        | PL                | 29         | 0          | KR              | 1               | 0               | UEL                | 2                  | 0                  | -           | -           | -           | 32     | 0      |
| 2013-2014         | CSKA Mosca        | PL                | 23         | 0          | KR              | 3               | 0               | UCL                | 2                  | 0                  | SR          | 1           | 0           | 29     | 0      |
| 2014-2015         | CSKA Mosca        | PL                | 30         | 1          | KR              | 3               | 0               | UCL                | 6                  | 1                  | SR          | 1           | 0           | 40     | 2      |
| 2015-2016         | CSKA Mosca        | PL                | 18         | 0          | KR              | 1               | 0               | UCL                | 5                  | 0                  | -           | -           | -           | 24     | 0      |
| 2016-2017         | CSKA Mosca        | PL                | 27         | 1          | KR              | 0               | 0               | UCL                | 5                  | 0                  | SR          | 0           | 0           | 32     | 1      |
| 2017-2018         | CSKA Mosca        | PL                | 17         | 1          | KR              | 0               | 0               | UCL+UEL            | 9+2                | 0                  | -           | -           | -           | 28     | 1      |
| Totale CSKA Mosca | Totale CSKA Mosca | Totale CSKA Mosca | 368        | 9          |                 | 42              | 0               |                    | 102                | 5                  |             | 9           | 0           | 521    | 14     |
| Totale carriera   | Totale carriera   | Totale carriera   | 397        | 9          |                 | 44              | 0               |                    | 102                | 5                  |             | 9           | 0           | 552    | 14     |

### Cronologia presenze e reti in nazionale
| Cronologia completa delle presenze e delle reti in nazionale ― Russia | Cronologia completa delle presenze e delle reti in nazionale ― Russia | Cronologia completa delle presenze e delle reti in nazionale ― Russia | Cronologia completa delle presenze e delle reti in nazionale ― Russia | Cronologia completa delle presenze e delle reti in nazionale ― Russia | Cronologia completa delle presenze e delle reti in nazionale ― Russia | Cronologia completa delle presenze e delle reti in nazionale ― Russia | Cronologia completa delle presenze e delle reti in nazionale ― Russia |
| Data                                                                  | Città                                                                 | In casa                                                               | Risultato                                                             | Ospiti                                                                | Competizione                                                          | Reti                                                                  | Note                                                                  |
| --------------------------------------------------------------------- | --------------------------------------------------------------------- | --------------------------------------------------------------------- | --------------------------------------------------------------------- | --------------------------------------------------------------------- | --------------------------------------------------------------------- | --------------------------------------------------------------------- | --------------------------------------------------------------------- |
| 7-6-2003                                                              | Basilea                                                               | Svizzera                                                              | 2 – 2                                                                 | Russia                                                                | Qual. Euro 2004                                                       | -                                                                     |                                                                       |
| 20-8-2003                                                             | Mosca                                                                 | Russia                                                                | 1 – 2                                                                 | Israele                                                               | Amichevole                                                            | -                                                                     | 46’                                                                   |
| 26-3-2005                                                             | Vaduz                                                                 | Liechtenstein                                                         | 1 – 2                                                                 | Russia                                                                | Qual. Mondiali 2006                                                   | -                                                                     |                                                                       |
| 30-3-2005                                                             | Tallinn                                                               | Estonia                                                               | 1 – 1                                                                 | Russia                                                                | Qual. Mondiali 2006                                                   | -                                                                     |                                                                       |
| 4-6-2005                                                              | San Pietroburgo                                                       | Russia                                                                | 2 – 0                                                                 | Lettonia                                                              | Qual. Mondiali 2006                                                   | -                                                                     |                                                                       |
| 8-6-2005                                                              | Mönchengladbach                                                       | Germania                                                              | 2 – 2                                                                 | Russia                                                                | Amichevole                                                            | -                                                                     |                                                                       |
| 3-9-2005                                                              | Mosca                                                                 | Russia                                                                | 2 – 0                                                                 | Liechtenstein                                                         | Qual. Mondiali 2006                                                   | -                                                                     |                                                                       |
| 7-9-2005                                                              | Mosca                                                                 | Russia                                                                | 0 – 0                                                                 | Portogallo                                                            | Qual. Mondiali 2006                                                   | -                                                                     |                                                                       |
| 8-10-2005                                                             | Mosca                                                                 | Russia                                                                | 5 – 1                                                                 | Lussemburgo                                                           | Qual. Mondiali 2006                                                   | -                                                                     | 78’                                                                   |
| 12-10-2005                                                            | Bratislava                                                            | Slovacchia                                                            | 0 – 0                                                                 | Russia                                                                | Qual. Mondiali 2006                                                   | -                                                                     | 87’                                                                   |
| 1-3-2006                                                              | Mosca                                                                 | Russia                                                                | 0 – 1                                                                 | Brasile                                                               | Amichevole                                                            | -                                                                     |                                                                       |
| 27-5-2006                                                             | Albacete                                                              | Spagna                                                                | 0 – 0                                                                 | Russia                                                                | Amichevole                                                            | -                                                                     |                                                                       |
| 16-8-2006                                                             | Mosca                                                                 | Russia                                                                | 1 – 0                                                                 | Lettonia                                                              | Amichevole                                                            | -                                                                     | 51’                                                                   |
| 7-10-2006                                                             | Mosca                                                                 | Russia                                                                | 1 – 1                                                                 | Israele                                                               | Qual. Euro 2008                                                       | -                                                                     |                                                                       |
| 11-10-2006                                                            | San Pietroburgo                                                       | Russia                                                                | 2 – 0                                                                 | Estonia                                                               | Qual. Euro 2008                                                       | -                                                                     |                                                                       |
| 15-11-2006                                                            | Skopje                                                                | Macedonia                                                             | 0 – 2                                                                 | Russia                                                                | Qual. Euro 2008                                                       | -                                                                     |                                                                       |
| 7-2-2007                                                              | Amsterdam                                                             | Paesi Bassi                                                           | 4 – 1                                                                 | Russia                                                                | Amichevole                                                            | -                                                                     | 46’ 90+2’                                                             |
| 2-6-2007                                                              | San Pietroburgo                                                       | Russia                                                                | 4 – 0                                                                 | Andorra                                                               | Qual. Euro 2008                                                       | -                                                                     |                                                                       |
| 6-6-2007                                                              | Zagabria                                                              | Croazia                                                               | 0 – 0                                                                 | Russia                                                                | Qual. Euro 2008                                                       | -                                                                     |                                                                       |
| 22-8-2007                                                             | Mosca                                                                 | Russia                                                                | 2 – 2                                                                 | Polonia                                                               | Amichevole                                                            | -                                                                     | 46’                                                                   |
| 8-9-2007                                                              | Mosca                                                                 | Russia                                                                | 3 – 0                                                                 | Macedonia                                                             | Qual. Euro 2008                                                       | 1                                                                     |                                                                       |
| 12-9-2007                                                             | Londra                                                                | Inghilterra                                                           | 3 – 0                                                                 | Russia                                                                | Qual. Euro 2008                                                       | -                                                                     |                                                                       |
| 17-10-2007                                                            | Mosca                                                                 | Russia                                                                | 2 – 1                                                                 | Inghilterra                                                           | Qual. Euro 2008                                                       | -                                                                     | 14’ 46’                                                               |
| 17-11-2007                                                            | Tel Aviv                                                              | Israele                                                               | 2 – 1                                                                 | Russia                                                                | Qual. Euro 2008                                                       | -                                                                     | 68’                                                                   |
| 21-11-2007                                                            | Andorra la Vella                                                      | Andorra                                                               | 0 – 1                                                                 | Russia                                                                | Qual. Euro 2008                                                       | -                                                                     | 38’                                                                   |
| 26-3-2008                                                             | Bucarest                                                              | Romania                                                               | 3 – 0                                                                 | Russia                                                                | Amichevole                                                            | -                                                                     | 65’                                                                   |
| 23-5-2008                                                             | Mosca                                                                 | Russia                                                                | 6 – 0                                                                 | Kazakistan                                                            | Amichevole                                                            | -                                                                     | 56’                                                                   |
| 28-5-2008                                                             | Burghausen                                                            | Russia                                                                | 2 – 1                                                                 | Serbia                                                                | Amichevole                                                            | -                                                                     | 46’                                                                   |
| 4-6-2008                                                              | Burghausen                                                            | Lituania                                                              | 1 – 4                                                                 | Russia                                                                | Amichevole                                                            | -                                                                     |                                                                       |
| 14-6-2008                                                             | Salisburgo                                                            | Grecia                                                                | 0 – 1                                                                 | Russia                                                                | Euro 2008 - 1º turno                                                  | -                                                                     | 87’                                                                   |
| 26-6-2008                                                             | Vienna                                                                | Russia                                                                | 0 – 3                                                                 | Spagna                                                                | Euro 2008 - Semifinale                                                | -                                                                     |                                                                       |
| 11-10-2008                                                            | Dortmund                                                              | Germania                                                              | 2 – 1                                                                 | Russia                                                                | Qual. Mondiali 2010                                                   | -                                                                     | 69’                                                                   |
| 15-10-2008                                                            | Mosca                                                                 | Russia                                                                | 3 – 0                                                                 | Finlandia                                                             | Qual. Mondiali 2010                                                   | -                                                                     |                                                                       |
| 28-3-2009                                                             | Mosca                                                                 | Russia                                                                | 2 – 0                                                                 | Azerbaigian                                                           | Qual. Mondiali 2010                                                   | -                                                                     |                                                                       |
| 1-4-2009                                                              | Vaduz                                                                 | Liechtenstein                                                         | 0 – 1                                                                 | Russia                                                                | Qual. Mondiali 2010                                                   | -                                                                     |                                                                       |
| 10-6-2009                                                             | Helsinki                                                              | Finlandia                                                             | 0 – 3                                                                 | Russia                                                                | Qual. Mondiali 2010                                                   | -                                                                     |                                                                       |
| 12-8-2009                                                             | Mosca                                                                 | Russia                                                                | 2 – 3                                                                 | Argentina                                                             | Amichevole                                                            | -                                                                     | 70’                                                                   |
| 5-9-2009                                                              | San Pietroburgo                                                       | Russia                                                                | 3 – 0                                                                 | Liechtenstein                                                         | Qual. Mondiali 2010                                                   | 1                                                                     | 58’                                                                   |
| 9-9-2009                                                              | Cardiff                                                               | Galles                                                                | 1 – 3                                                                 | Russia                                                                | Qual. Mondiali 2010                                                   | -                                                                     |                                                                       |
| 10-10-2009                                                            | Mosca                                                                 | Russia                                                                | 0 – 1                                                                 | Germania                                                              | Qual. Mondiali 2010                                                   | -                                                                     |                                                                       |
| 14-11-2009                                                            | Mosca                                                                 | Russia                                                                | 2 – 1                                                                 | Slovenia                                                              | Qual. Mondiali 2010                                                   | -                                                                     |                                                                       |
| 18-11-2009                                                            | Maribor                                                               | Slovenia                                                              | 1 – 0                                                                 | Russia                                                                | Qual. Mondiali 2010                                                   | -                                                                     |                                                                       |
| 3-3-2010                                                              | Györ                                                                  | Ungheria                                                              | 1 – 1                                                                 | Russia                                                                | Amichevole                                                            | -                                                                     | 83’                                                                   |
| 11-8-2010                                                             | San Pietroburgo                                                       | Russia                                                                | 1 – 0                                                                 | Bulgaria                                                              | Amichevole                                                            | -                                                                     |                                                                       |
| 3-9-2010                                                              | Andorra la Vella                                                      | Andorra                                                               | 0 – 2                                                                 | Russia                                                                | Qual. Euro 2012                                                       | -                                                                     |                                                                       |
| 7-9-2010                                                              | Mosca                                                                 | Russia                                                                | 0 – 1                                                                 | Slovacchia                                                            | Qual. Euro 2012                                                       | -                                                                     |                                                                       |
| 8-10-2010                                                             | Dublino                                                               | Irlanda                                                               | 2 – 3                                                                 | Russia                                                                | Qual. Euro 2012                                                       | -                                                                     |                                                                       |
| 12-10-2010                                                            | Skopje                                                                | Macedonia                                                             | 0 – 1                                                                 | Russia                                                                | Qual. Euro 2012                                                       | -                                                                     |                                                                       |
| 17-11-2010                                                            | Voronež                                                               | Russia                                                                | 0 – 2                                                                 | Belgio                                                                | Amichevole                                                            | -                                                                     | 46’                                                                   |
| 9-2-2011                                                              | Abu Dhabi                                                             | Iran                                                                  | 1 – 0                                                                 | Russia                                                                | Amichevole                                                            | -                                                                     |                                                                       |
| 26-3-2011                                                             | Erevan                                                                | Armenia                                                               | 0 – 0                                                                 | Russia                                                                | Qual. Euro 2012                                                       | -                                                                     |                                                                       |
| 29-3-2011                                                             | Doha                                                                  | Qatar                                                                 | 1 – 1                                                                 | Russia                                                                | Amichevole                                                            | -                                                                     |                                                                       |
| 4-6-2011                                                              | San Pietroburgo                                                       | Russia                                                                | 3 – 1                                                                 | Armenia                                                               | Qual. Euro 2012                                                       | -                                                                     | 90+3’                                                                 |
| 7-6-2011                                                              | Wals-Siezenheim                                                       | Russia                                                                | 0 – 0                                                                 | Camerun                                                               | Amichevole                                                            | -                                                                     | 46’                                                                   |
| 10-8-2011                                                             | Mosca                                                                 | Russia                                                                | 1 – 0                                                                 | Serbia                                                                | Amichevole                                                            | -                                                                     | 41’                                                                   |
| 2-9-2011                                                              | Mosca                                                                 | Russia                                                                | 1 – 0                                                                 | Macedonia                                                             | Qual. Euro 2012                                                       | -                                                                     |                                                                       |
| 6-9-2011                                                              | Mosca                                                                 | Russia                                                                | 0 – 0                                                                 | Irlanda                                                               | Qual. Euro 2012                                                       | -                                                                     |                                                                       |
| 7-10-2011                                                             | Žilina                                                                | Slovacchia                                                            | 0 – 1                                                                 | Russia                                                                | Qual. Euro 2012                                                       | -                                                                     |                                                                       |
| 11-10-2011                                                            | Mosca                                                                 | Russia                                                                | 6 – 0                                                                 | Andorra                                                               | Qual. Euro 2012                                                       | 1                                                                     |                                                                       |
| 11-11-2011                                                            | Il Pireo                                                              | Grecia                                                                | 1 – 1                                                                 | Russia                                                                | Amichevole                                                            | -                                                                     | 46’                                                                   |
| 29-2-2012                                                             | Copenaghen                                                            | Danimarca                                                             | 0 – 2                                                                 | Russia                                                                | Amichevole                                                            | -                                                                     |                                                                       |
| 15-8-2012                                                             | Mosca                                                                 | Russia                                                                | 1 – 1                                                                 | Costa d'Avorio                                                        | Amichevole                                                            | -                                                                     |                                                                       |
| 7-9-2012                                                              | Mosca                                                                 | Russia                                                                | 2 – 0                                                                 | Irlanda del Nord                                                      | Qual. Mondiali 2014                                                   | -                                                                     |                                                                       |
| 11-9-2012                                                             | Gerusalemme                                                           | Israele                                                               | 0 – 4                                                                 | Russia                                                                | Qual. Mondiali 2014                                                   | -                                                                     |                                                                       |
| 12-10-2012                                                            | Mosca                                                                 | Russia                                                                | 1 – 0                                                                 | Portogallo                                                            | Qual. Mondiali 2014                                                   | -                                                                     |                                                                       |
| 16-10-2012                                                            | Mosca                                                                 | Russia                                                                | 1 – 0                                                                 | Azerbaigian                                                           | Qual. Mondiali 2014                                                   | -                                                                     | 57’                                                                   |
| 14-11-2012                                                            | Krasnodar                                                             | Russia                                                                | 2 – 2                                                                 | Stati Uniti                                                           | Amichevole                                                            | -                                                                     |                                                                       |
| 6-2-2013                                                              | Marbella                                                              | Russia                                                                | 2 – 0                                                                 | Islanda                                                               | Amichevole                                                            | -                                                                     |                                                                       |
| 25-3-2013                                                             | Londra                                                                | Brasile                                                               | 1 – 1                                                                 | Russia                                                                | Amichevole                                                            | -                                                                     |                                                                       |
| 7-6-2013                                                              | Lisbona                                                               | Portogallo                                                            | 1 – 0                                                                 | Russia                                                                | Qual. Mondiali 2014                                                   | -                                                                     |                                                                       |
| 14-8-2013                                                             | Belfast                                                               | Irlanda del Nord                                                      | 1 – 0                                                                 | Russia                                                                | Qual. Mondiali 2014                                                   | -                                                                     | 74’                                                                   |
| 10-9-2013                                                             | San Pietroburgo                                                       | Russia                                                                | 3 – 1                                                                 | Israele                                                               | Qual. Mondiali 2014                                                   | 1                                                                     |                                                                       |
| 11-10-2013                                                            | Lussemburgo                                                           | Lussemburgo                                                           | 0 – 4                                                                 | Russia                                                                | Qual. Mondiali 2014                                                   | -                                                                     |                                                                       |
| 15-10-2013                                                            | Baku                                                                  | Azerbaigian                                                           | 1 – 1                                                                 | Russia                                                                | Qual. Mondiali 2014                                                   | -                                                                     |                                                                       |
| 5-3-2014                                                              | Krasnodar                                                             | Russia                                                                | 2 – 0                                                                 | Armenia                                                               | Amichevole                                                            | -                                                                     |                                                                       |
| 26-5-2014                                                             | San Pietroburgo                                                       | Russia                                                                | 1 – 0                                                                 | Slovacchia                                                            | Amichevole                                                            | -                                                                     |                                                                       |
| 31-5-2014                                                             | Oslo                                                                  | Norvegia                                                              | 1 – 1                                                                 | Russia                                                                | Amichevole                                                            | -                                                                     | Cap. 74’                                                              |
| 6-6-2014                                                              | Mosca                                                                 | Russia                                                                | 2 – 0                                                                 | Marocco                                                               | Amichevole                                                            | 1                                                                     | Cap.                                                                  |
| 17-6-2014                                                             | Cuiabá                                                                | Russia                                                                | 1 – 1                                                                 | Corea del Sud                                                         | Mondiali 2014 - 1º turno                                              | -                                                                     | Cap.                                                                  |
| 22-6-2014                                                             | Rio de Janeiro                                                        | Belgio                                                                | 1 – 0                                                                 | Russia                                                                | Mondiali 2014 - 1º turno                                              | -                                                                     | Cap.                                                                  |
| 26-6-2014                                                             | Curitiba                                                              | Algeria                                                               | 1 – 1                                                                 | Russia                                                                | Mondiali 2014 - 1º turno                                              | -                                                                     | Cap.                                                                  |
| 3-9-2014                                                              | Chimki                                                                | Russia                                                                | 4 – 0                                                                 | Azerbaigian                                                           | Amichevole                                                            | -                                                                     | Cap.                                                                  |
| 8-9-2014                                                              | Chimki                                                                | Russia                                                                | 4 – 0                                                                 | Liechtenstein                                                         | Qual. Euro 2016                                                       | -                                                                     | Cap.                                                                  |
| 9-10-2014                                                             | Solna                                                                 | Svezia                                                                | 1 – 1                                                                 | Russia                                                                | Qual. Euro 2016                                                       | -                                                                     | Cap.                                                                  |
| 12-10-2014                                                            | Mosca                                                                 | Russia                                                                | 1 – 1                                                                 | Moldavia                                                              | Qual. Euro 2016                                                       | -                                                                     | Cap.                                                                  |
| 15-11-2014                                                            | Vienna                                                                | Austria                                                               | 1 – 0                                                                 | Russia                                                                | Qual. Euro 2016                                                       | -                                                                     |                                                                       |
| 18-11-2014                                                            | Budapest                                                              | Ungheria                                                              | 1 – 2                                                                 | Russia                                                                | Amichevole                                                            | -                                                                     | 46’                                                                   |
| 27-3-2015                                                             | Podgorica                                                             | Montenegro                                                            | 0 – 3 tav                                                             | Russia                                                                | Qual. Euro 2016                                                       | -                                                                     |                                                                       |
| 31-3-2015                                                             | Chimki                                                                | Russia                                                                | 0 – 0                                                                 | Kazakistan                                                            | Amichevole                                                            | -                                                                     | Cap. 22’                                                              |
| 14-6-2015                                                             | Mosca                                                                 | Russia                                                                | 0 – 1                                                                 | Austria                                                               | Qual. Euro 2016                                                       | -                                                                     | 12’                                                                   |
| 5-9-2015                                                              | Mosca                                                                 | Russia                                                                | 1 – 0                                                                 | Svezia                                                                | Qual. Euro 2016                                                       | -                                                                     |                                                                       |
| 8-9-2015                                                              | Vaduz                                                                 | Liechtenstein                                                         | 0 – 7                                                                 | Russia                                                                | Qual. Euro 2016                                                       | -                                                                     |                                                                       |
| 29-3-2016                                                             | Saint-Denis                                                           | Francia                                                               | 4 – 2                                                                 | Russia                                                                | Amichevole                                                            | -                                                                     |                                                                       |
| 1-6-2016                                                              | Innsbruck                                                             | Rep. Ceca                                                             | 2 – 1                                                                 | Russia                                                                | Amichevole                                                            | -                                                                     | Cap. 64’                                                              |
| 5-6-2016                                                              | Monaco                                                                | Serbia                                                                | 1 – 1                                                                 | Russia                                                                | Amichevole                                                            | -                                                                     | Cap.                                                                  |
| 11-6-2016                                                             | Marsiglia                                                             | Inghilterra                                                           | 1 – 1                                                                 | Russia                                                                | Euro 2016 - 1º turno                                                  | 1                                                                     | Cap.                                                                  |
| 15-6-2016                                                             | Lilla                                                                 | Russia                                                                | 1 – 2                                                                 | Slovacchia                                                            | Euro 2016 - 1º turno                                                  | -                                                                     | Cap.                                                                  |
| 20-6-2016                                                             | Tolosa                                                                | Galles                                                                | 3 – 0                                                                 | Russia                                                                | Euro 2016 - 1º turno                                                  | -                                                                     | 46’                                                                   |
| 31-8-2016                                                             | Adalia                                                                | Turchia                                                               | 0 – 0                                                                 | Russia                                                                | Amichevole                                                            | -                                                                     | Cap.                                                                  |
| 6-9-2016                                                              | Mosca                                                                 | Russia                                                                | 1 – 0                                                                 | Ghana                                                                 | Amichevole                                                            | -                                                                     | Cap.                                                                  |
| 9-10-2016                                                             | Krasnodar                                                             | Russia                                                                | 3 – 4                                                                 | Costa Rica                                                            | Amichevole                                                            | -                                                                     | Cap.                                                                  |
| Totale                                                                |                                                                       | Presenze (5º posto)                                                   | 101                                                                   |                                                                       | Reti                                                                  | 5                                                                     |                                                                       |

## Palmarès

### Giocatore

#### Club

##### Competizioni nazionali
- Campionato russo: 6

CSKA Mosca: 2003, 2005, 2006, 2012-2013, 2013-2014, 2015-2016
- Supercoppa di Russia: 7

CSKA Mosca: 2004, 2006, 2007, 2009, 2013, 2014, 2018
- Coppa di Russia: 6

CSKA Mosca: 2004-2005, 2005-2006, 2007-2008, 2008-2009, 2010-2011, 2012-2013

##### Competizioni internazionali
- Coppa UEFA: 1

CSKA Mosca: 2004-2005

### Allenatore

#### Club

##### Competizioni nazionali
- Coppa d'Azerbaigian: 1

Sabah: 2024-2025